# Burg Friedburg (Innviertel)
Die Burg Friedburg (teilweise auch gelistet als Fryburg) ist eine ehemalige Burganlage in der Gemeinde Lengau in Oberösterreich. Die Höhenburg ist wüst, der Burgstall ist erhalten.

## Burg Friedburg – Burgstall Friedburg

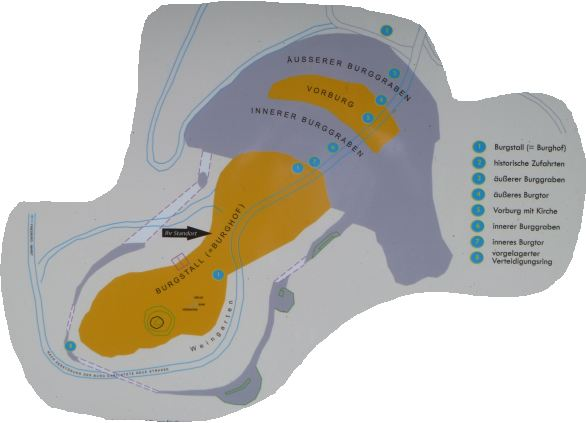
Lageplan Schloss Friedburg auf dem Schlossplatz

### Lage
Rund 1⁄4 km nordöstlich der Pfarrkirche Friedburg liegt in der Flur Schlossberg die Lagestelle der ehemaligen Burg Friedburg.
Beim Burgstall Friedburg handelt es sich um ein von Gräben umgebenes Plateau auf einer Anhöhe oberhalb des Ortes Friedburg auf einer Seehöhe von 585 m bis 595 m.
Dort befindet sich eine rund 120 m lange und bis zu 45 m breite, fast ebene Siedlungsfläche. In nordöstlicher Richtung vorgelagert ist eine mächtige Abschnittsbefestigung, bestehend aus einer zweifachen Wall-Graben-Anlage, die eine annähernd ebene Fläche einer Vorburg (etwa 75 × 20 m) einschließt. Die Befestigungsgräben sind bis zu 8 m breit und 4 m tief, als sichtbares Geländedenkmal erhalten und riegelten die Burg vom Hinterland ab.
Südlich, westlich und nördlich unterhalb der Siedlungsfläche der Hauptburg verläuft am Hang eine bis zu 5 m breite, ebene Fläche, die kleinere Erdwerke (Wälle) eines vorgelagerten Befestigungsringes miteinander verbindet.

### Geschichte
1007 schenkte König Heinrich II. den Mattig- und Attergau dem Bistum Bamberg. Die Burg Friedburg wurde im Jahre 1180 als Verwaltungssitz der Bischöfe von Bamberg für das Mattigtal errichtet und ist urkundlich „castrum Friedburc“ genannt. Die Burg war Verwaltungszentrum des bambergischen Besitzes von Höhnhart und sollte auch die Grenze schützen. 1377 kauften die Brüder Chunrad II. und Hartneid II. Kuchler die Burg, die sie seit 1358 pfandweise innehatten. Nach dem Aussterben der Kuchler im Mannesstamm verkauften die Erben 1439 die Burg an den Herzog Heinrich von Bayern. 1431 war Friedburg Lehen der Schärfenberger. Im Pfälzischen Erbfolgekrieg erlitt das Schloss 1501 schwere Schäden, konnte aber von dem Burghauptmann Jörg von Helfenstein erfolgreich verteidigt werden. Das Pfleggericht gehörte von 1548 bis 1602 den Grafen von Ortenburg. Das Schloss besaß 1554 Hans Jörger, 1702 die Gräfin von Salburg.
Im Spanischen Erbfolgekrieg (1701–1714) wurde Friedburg von den österreichischen Truppen unter Graf von Kuefstein angegriffen und erobert. Es brannte dabei bis zur Hälfte ab. Nach 1722 wurde Friedburg wieder aufgebaut, kam aber zur Stadt Wels. 1736 gehörten Schloss, Markt und Landgericht dem Landesfürsten von Burghausen. 1749 brannte Friedburg wieder ab, wurde aber wieder aufgebaut. Die Schlosskapelle wurde 1777 abgebrochen. Das Wohngebäude soll weiterhin bewohnt worden sein und das Pfleggericht beherbergt haben, aber ab 1777 wurde auf der verfallenden Burg Baumaterial für Gebäude im Ort gewonnen, so dass schon im Jahr 1790 nichts mehr von der ehemaligen Feste zu sehen gewesen sein soll.

## Ansichten der Burg
Auf einem Bild des churfürstlichen Schlosses Fryburg von M. Wening aus dem Jahre 1721 ist der Baukörper der Burg als zweigeschoßiger Bau mit Toranlage im Nordosten zu erkennen. Über die beiden mächtigen vorgelagerten Gräben führen Brücken und auf der Fläche der Vorburg ist eine Kapelle zu erkennen.

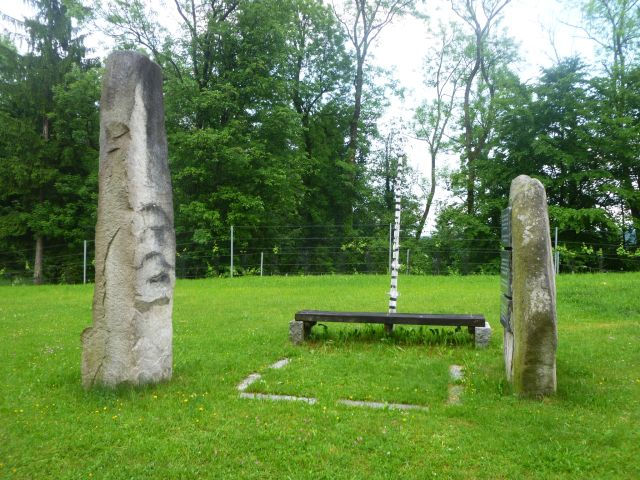
Schloss Friedburg: Schlossberg
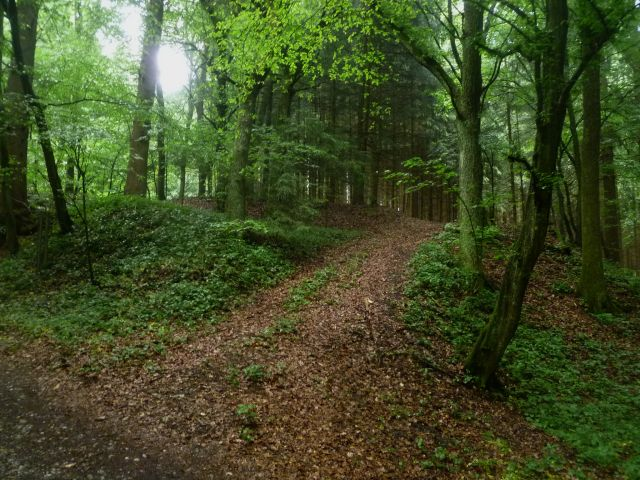
Schloss Friedburg: Geländespuren
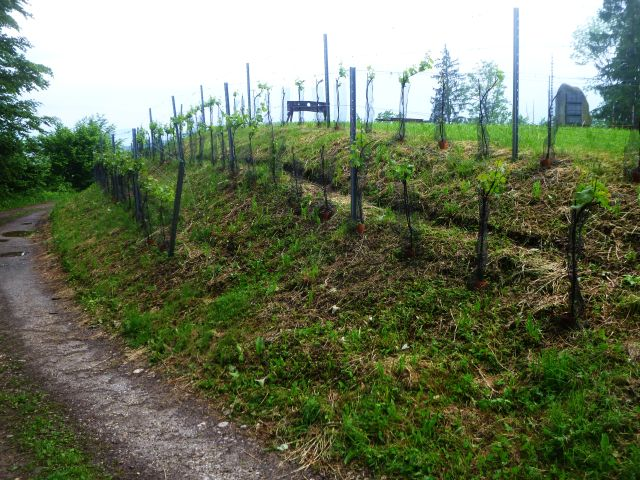
Schloss Friedburg: Weingarten
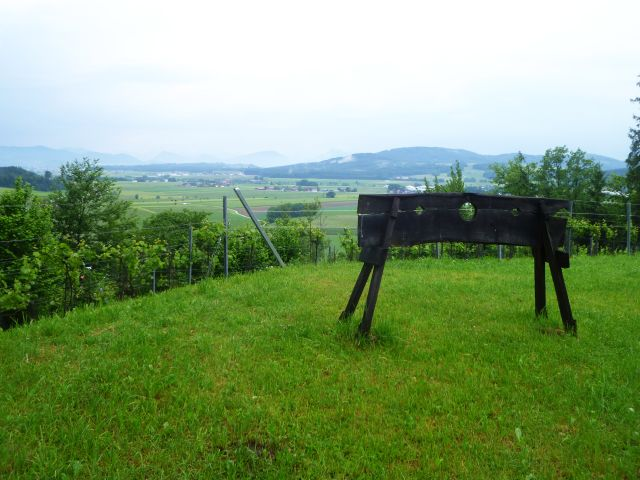
Schloss Friedburg: Ausblick

## Burgstall Friedburg heute
Mit Bescheid des Bundesdenkmalamtes vom 12. September 2007 wurde der Burgstall Friedburg, welcher sich teilweise in Privateigentum (EZ 513) befindet, teils der Gemeinde Lengau (EZ 180) gehört, als eine der bedeutendsten Burganlagen im südlichen Innviertel unter Denkmalschutz gestellt (Listeneintrag).
Auf dem Schlossplatz erinnern eine Tafel mit Lageplan an die ehemalige Burg. Mit Erläuterungen versehene Steinzeugen sind dort aufgestellt, ebenso aktuelle Artefakte. Im Gelände sind die frühere Zufahrtsstraße und Burgwälle erkennbar. Um den Schlossplatz ist ein Weingarten angelegt; mehrere mit Tafeln beschriftete Wanderwege (Sagenweg, Kreuzweg) erschließen den Zugang.